# Didžiasalis
Didžiasalis è una città del distretto di Ignalina della contea di Utena, nell'est della Lituania (al confine con la Bielorussia). Secondo un censimento del 2011, la popolazione ammonta a 1 299 abitanti.
Costituisce il centro più importante dell’omonima seniūnija.

## Storia
Dal 1950 al 1992 ha operato la fattoria collettiva locale. Tra il 1972 e il 1975 fu costruita una fabbrica di mattoni secondo gli schemi strutturali dell’architettura sovietica. Dal 1976 al 1992 si registrò un rapido incremento demografico:
| Anno | Abitanti |
| ---- | -------- |
| 1976 | 969      |
| 1979 | 1.982    |
| 1985 | 2.431    |
| 1989 | 2.676    |

Quando la fabbrica fu chiusa, la maggior parte della popolazione, operante presso tale struttura, perse il lavoro e seguì un drastico spopolamento (nel censimento del 2001 si contavano 1 744 abitanti, quasi mille in meno rispetto a 11 anni prima).
Nel 2007, si vennero a costituire due appartamenti completamente vuoti il cui prezzo per l’acquisizione scende ad un litas simbolico. In seguito, furono presentati diversi progetti per l’avvio di attività commerciali soprattutto nel settore manifatturiero e nell’edilizia, ma questi non furono mai portati a termine per disinteresse degli investitori o problematiche legate alla burocrazia.